# Emerson (Arkansas)
Emerson é uma cidade  localizada no estado americano de Arkansas, no Condado de Columbia.

## Demografia
Segundo o censo americano de 2000, a sua população era de 359 habitantes.
Em 2006, foi estimada uma população de 346, um decréscimo de 13 (-3.6%).

## Geografia
De acordo com o United States Census Bureau, a localidade tem uma área de 2,6 km², sem área coberta por água. Emerson localiza-se a aproximadamente 98 m acima do nível do mar.

## Localidades na vizinhança
O diagrama seguinte representa as localidades num raio de 32 km ao redor de Emerson.